# Загужице-Старе
Загужи́це-Ста́ре (пол. Zagórzyce Stare) — село в Польше в сельской гмине Михаловице Краковского повета Малопольского воеводства.
В 1975—1998 годах село входило в состав Краковского воеводства.

## Население
По состоянию на 2013 год в селе проживало 118 человек.
| 2010 | 2013 |
| ---- | ---- |
| 121  | 118  |

| Перепись  | Всего   | Всего | Женщины | Женщины | Мужчины | Мужчины |
| --------- | ------- | ----- | ------- | ------- | ------- | ------- |
| Единицы   | человек | %     | человек | %       | человек | %       |
| Население | 118     | 100   | 58      |         | 60      |         |